# 丸山公園 (浅口市)
丸山公園（まるやまこうえん）は岡山県浅口市金光町にある昭和61年度に開園した都市公園で、「見本庭園」の植栽や大型の池がある。池には水鳥や魚を放してあり、魚釣りは禁止されている。周囲に比べて高台にあり展望広場、広い野鳥の森があり、大型遊具も設置されていて子供連れでも楽しめる公園となっている。 桜の季節には夜桜がライトアップされ、5月5日の子供の日前後には鯉のぼりも飾られる。アメニティ体験ふれあいパークとも称される。

## 設備
- 見本庭園
- 親水ゾーン
- 展望広場
- 野鳥の森
- ローラーすべり台
- 複合遊具
- 池の周りの桜並木
- 遊歩道
- 滝

## アクセス
- JR西日本金光駅から車で10分

駐車場　有り 2ヶ所 無料

## 周辺の見所
- 鴨山城址
- 青佐山城址